# Archaeonectrus
Archaeonectrus là một chi thằn lằn cổ rắn, được Owen mô tả khoa học năm 1865.